# 萨尼亚克圣母镇
萨尼亚克圣母镇（法語：Notre-Dame-de-Sanilhac，法語發音：[nɔtʁə dam də sanijak]）是法国多尔多涅省的一个旧市镇，位于该省中部，属于佩里格区。2017年1月1日，萨尼亚克圣母镇和相邻的另外2个市镇合并为新市镇萨尼亚克，萨尼亚克圣母镇为政府驻地。

## 地理
萨尼亚克圣母镇（45°10'35"N, 0°43'36"E）面积25.79 平方千米，位于法国新阿基坦大区多爾多涅省，该省份为法国西南部内陆省份，是法國本土面积第三大的省，大致对应佩里戈尔地区，北起顺时针与夏朗德省、上维埃纳省、科雷兹省、洛特省、洛特-加龙省、吉倫特省和滨海夏朗德省接壤。
与萨尼亚克圣母镇接壤的市镇（或旧市镇、城区）包括：佩里格、沙拉尼亚克、阿蒂尔、布拉扎克-伊勒-马努瓦尔、库卢尼埃-沙米耶、库尔萨克、埃格利斯讷沃-德韦尔、马尔萨内、布拉扎克、布拉扎克-伊勒-马努瓦尔。
萨尼亚克圣母镇的时区为UTC+01:00、UTC+02:00（夏令时）。

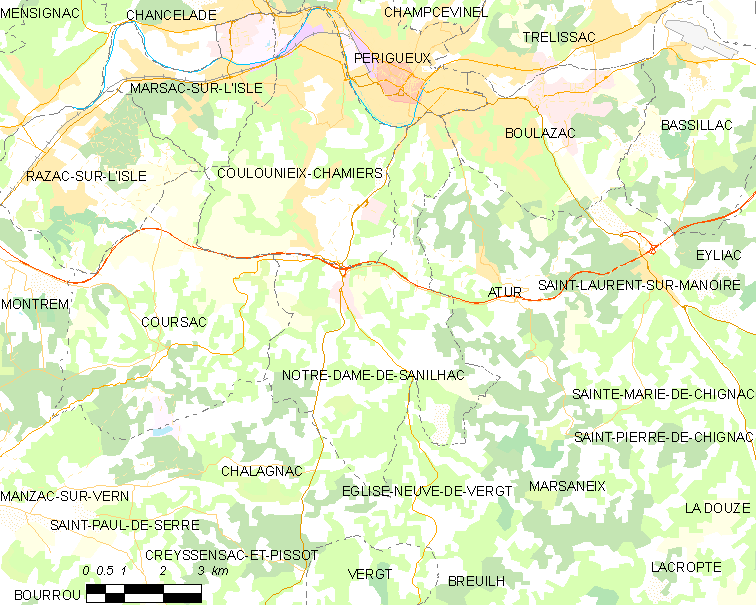
萨尼亚克圣母镇的OSM定位图

## 行政
萨尼亚克圣母镇的邮政编码为24660，INSEE市镇编码为24312。

## 政治
萨尼亚克圣母镇所属的省级选区为伊勒-马努瓦尔县。

## 人口

1962-2008年间萨尼亚克圣母镇人口变化图示

萨尼亚克圣母镇于2018年1月1日时的人口数量为3185人。